# Super Bowl LVIII
O Super Bowl LVIII foi a 58ª edição do Super Bowl e a 54ª decisão de campeonato da era moderna da National Football League (NFL) que decidiu o campeão da temporada da NFL de 2023. O jogo foi disputado entre o Kansas City Chiefs (campeão da AFC) e o San Francisco 49ers (campeão da NFC), em 11 de fevereiro de 2024, no Allegiant Stadium em Paradise, Nevada, terminando com a vitória dos Chiefs, na prorrogação, por 25 a 22, sendo o quarto título da franquia. Este foi o segundo Super Bowl a ser decidido na prorrogação (o outro foi a edição LI). O Kansas City Chiefs também se tornou o primeiro time desde o New England Patriots de 2005 a vencer dois Super Bowls consecutivos.
Com esta vitória, sendo quatro aparições no Super Bowl em cinco anos com três conquistas, os Chiefs se estabeleceram, na década de 2020, como uma dinastia esportiva.
Este foi o primeiro Super Bowl a ser sediado em Nevada e o terceiro ano consecutivo em que a final da NFL foi disputado na Região Oeste dos Estados Unidos, após ter sido sediado também em Los Angeles, Califórnia em 2022 e Phoenix, Arizona em 2023. Nos Estados Unidos, o jogo foi televisionado pela CBS, transmitido via streaming pela Paramount+, alternativamente transmitido em rede irmã voltada para jovens Nickelodeon, e, pela primeira vez, foi televisionada em espanhol ao vivo pela Univision. Ainda foi a primeira transmissão simultânea de um Super Bowl desde a primeira edição em 1967.
O Super Bowl LVIII se tornou o programa mais assistido na história da televisão americana até aquele momento, com uma audiência total de 123,4 milhões de espectadores de média em todas as plataformas, que quebrou o recorde anterior de 115,1 milhões de espectadores estabelecido pelo Super Bowl do ano anterior. A partida teve ainda a maior audiência total não duplicada da história, com mais de 200 milhões de espectadores assistindo todo ou parte do jogo. Foi a transmissão televisiva mais assistida nos Estados Unidos desde o pouso da Apollo 11 na Lua (em 1969), com muito deste crescimento em audiência e visibilidade sendo atribuído ao "efeito Taylor Swift". O Super Bowl do ano seguinte quebrou este recorde. Devido à natureza competitiva e imprevisível do jogo, bem como ao seu término na prorrogação, ele é classificado como um dos maiores Super Bowls de todos os tempos.

## Processo de seleção do local

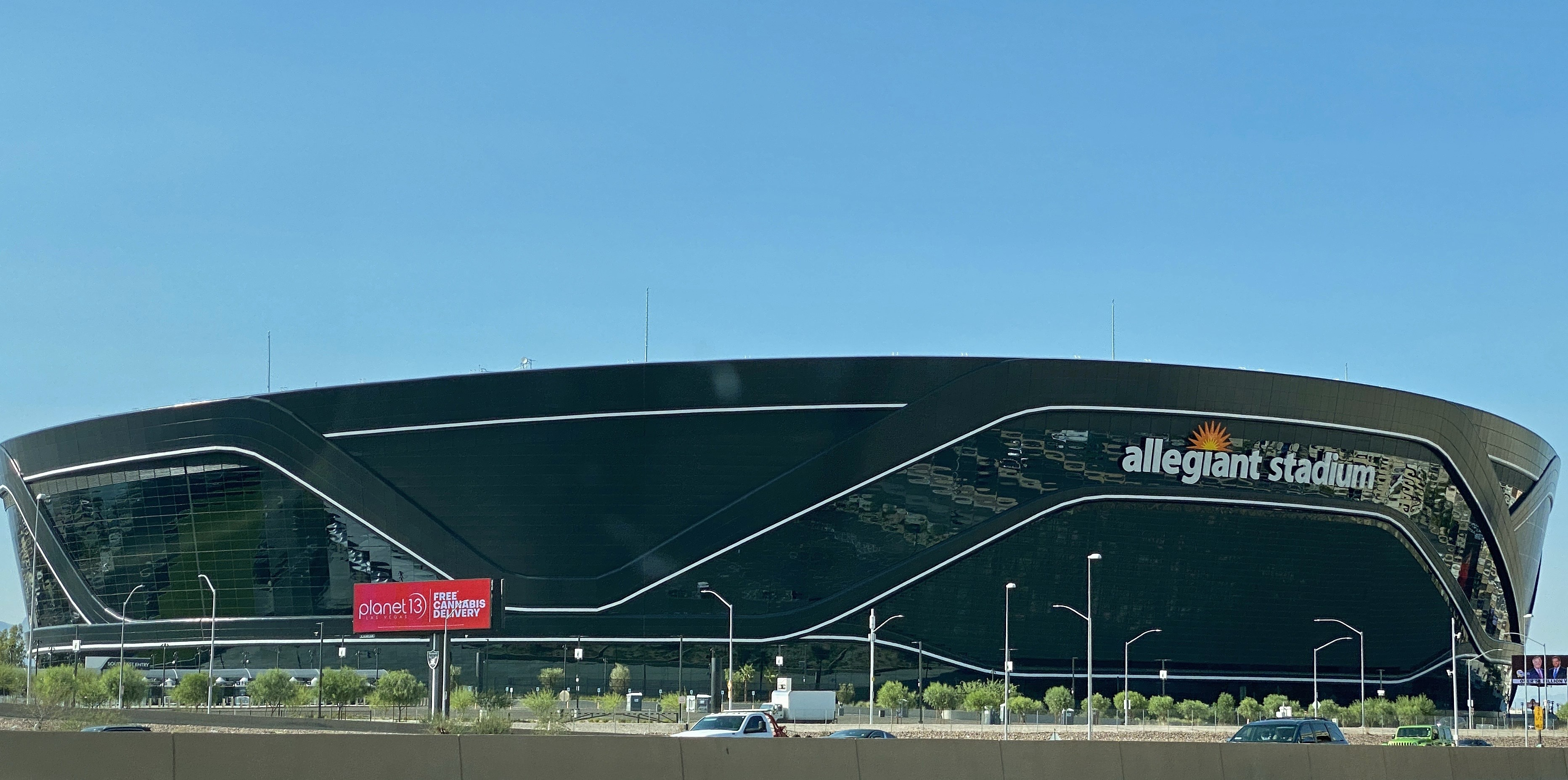
O Allegiant Stadium, palco do Super Bowl LVIII, disputado em 11 de fevereiro de 2024.

Em 23 de maio de 2018, a liga inicialmente selecionou Nova Orleans como sede do Super Bowl LVIII. O jogo, junto com o Super Bowl LVII, fez parte de um novo processo de premiação implementado pela liga que foi introduzido na edição LVI. No processo anterior, as cidades que desejavam sediar o Super Bowl apresentavam propostas, que eram deliberadas e votadas nas reuniões dos proprietários da liga. O novo processo não permite mais que as cidades façam licitações para o jogo; a liga agora escolhe os candidatos potenciais.
Em março de 2020, a NFLPA concordou em expandir a temporada regular de 16 para 17 jogos começando em 2021, o que empurrou o Super Bowl LVIII para 11 de fevereiro 2024, o que causou conflito de datas com as celebrações do Mardi Gras de Nova Orleans. A liga anunciou formalmente em 14 de outubro de 2020, que a cidade de Nova Orleans iria sediar o Super Bowl LIX ao invés do LVIII e então anunciou em 15 de dezembro de 2021 que Las Vegas foi escolhida como o novo local.
O logotipo oficial foi revelado em 13 de fevereiro de 2023; segue o modelo de logotipo atualizado introduzido pelo Super Bowl LVI, com os tradicionais algarismos romanos apresentando imagens que refletem a cidade/região anfitriã (neste caso, o horizonte da Las Vegas Strip e o sinal de "Bem Vindo a Las Vegas"). Os números também são inclinados para dentro para evocar a arquitetura de resorts como o Bellagio e o Wynn Las Vegas.

## Ingressos
De acordo com dados da plataforma TickPick, o valor do ingresso mais barato foi US$ 8 188 dólares. Já o valor do preço médio foi de US$ 9 800 dólares. Assim o ingresso do Super Bowl LVIII acabou sendo o mais caro da história da NFL.

## Equipes

### San Francisco 49ers

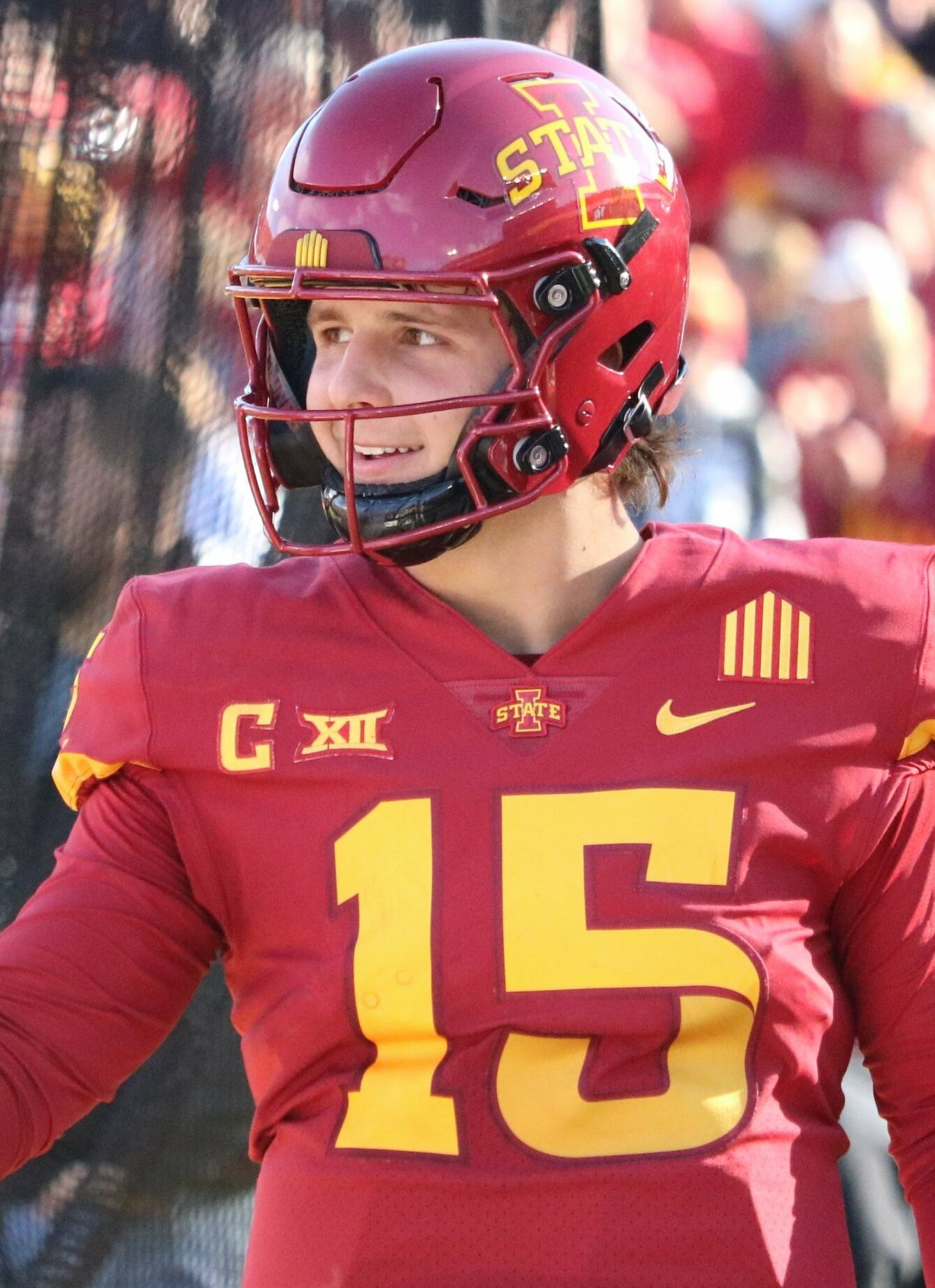
Brock Purdy foi selecionado com a escolha final no Draft da NFL de 2022.

Sob o comando do técnico Kyle Shanahan, em seu sétimo ano, o San Francisco 49ers terminou a temporada de 2023 com uma campanha de doze vitórias e cinco derrotas, sendo o primeiro colocado da NFC e folgando na primeira rodada dos playoffs.
Após o sucesso do quarterback novato Brock Purdy, que os levou a Final da NFC na temporada anterior, os 49ers trocaram Trey Lance, a terceira escolha geral no Draft da NFL de 2021, e fizeram de Purdy o titular do time. Em sua primeira temporada completa como titular, Purdy foi nomeado para o Pro Bowl, lançando para 4 280 jardas, 31 touchdowns com 11 interceptações e terminando como um dos melhores do ano. O ataque também foi liderado pelo running back do time principal, Christian McCaffrey, que o 49ers adquiriram no meio da temporada de 2022. Ele liderou a liga em jardas de scrimmage (2 023) e total de touchdowns (21). O núcleo de recebedores de São Francisco foi liderado por Brandon Aiyuk, George Kittle e Deebo Samuel, todos os quais ultrapassaram mais de 1 000 jardas de scrimmage. Os 49ers estabeleceram um recorde da NFL ao se tornarem o primeiro time na história da liga a ter quatro jogadores com mais de 1 000 jardas de scrimmage. O ataque dos 49ers terminou em segundo lugar na liga em ataque total com 398,4 jardas por jogo, o que incluiu terminar em quarto lugar em jardas de passe por jogo (257,9) e em terceiro em jardas corridas por jogo (140,5). A linha ofensiva foi liderada pelo left tackle Trent Williams, que recebeu sua terceira seleção First Team All-Pro e sua décima-primeira indicação ao Pro Bowl.
Na defesa, o 49ers terminaram em terceiro lugar na liga, cedendo uma média de 17,5 pontos por jogo e terminaram em primeiro lugar na liga com 22 interceptações (empatado com o Chicago Bears). A linha defensiva de São Francisco apresentava o defensive end Nick Bosa, que liderou o time com 10,5 sacks, junto com o defensive tackle Javon Hargrave (sete sacks) e Arik Armstead (cinco sacks). O linebacker All-Pro, Fred Warner, liderou a equipe com 132 tackles combinados, quatro interceptações, quatro fumbles forçados e 2,5 sacks. A secundária foi liderada pelos cornerbacks All-Pro Charvarius Ward (cinco interceptações e 72 tackles) e Deommodore Lenoir (três interceptações, 84 tackles). Esta foi a oitava aparição dos 49ers no Super Bowl. A franquia venceu suas cinco primeiras aparições no Super Bowl (XVI, XIX, XXIII, XXIV e XXIX), mas perdeu as duas últimas (XLVII e LIV). Se os 49ers tivessem se saído vitoriosos, eles teriando sido o primeiro time da NFC a vencer seis Super Bowls e o terceiro time no geral a atingir esta marca, juntando-se ao New England Patriots e ao Pittsburgh Steelers, mas acabaram falhando.

### Kansas City Chiefs

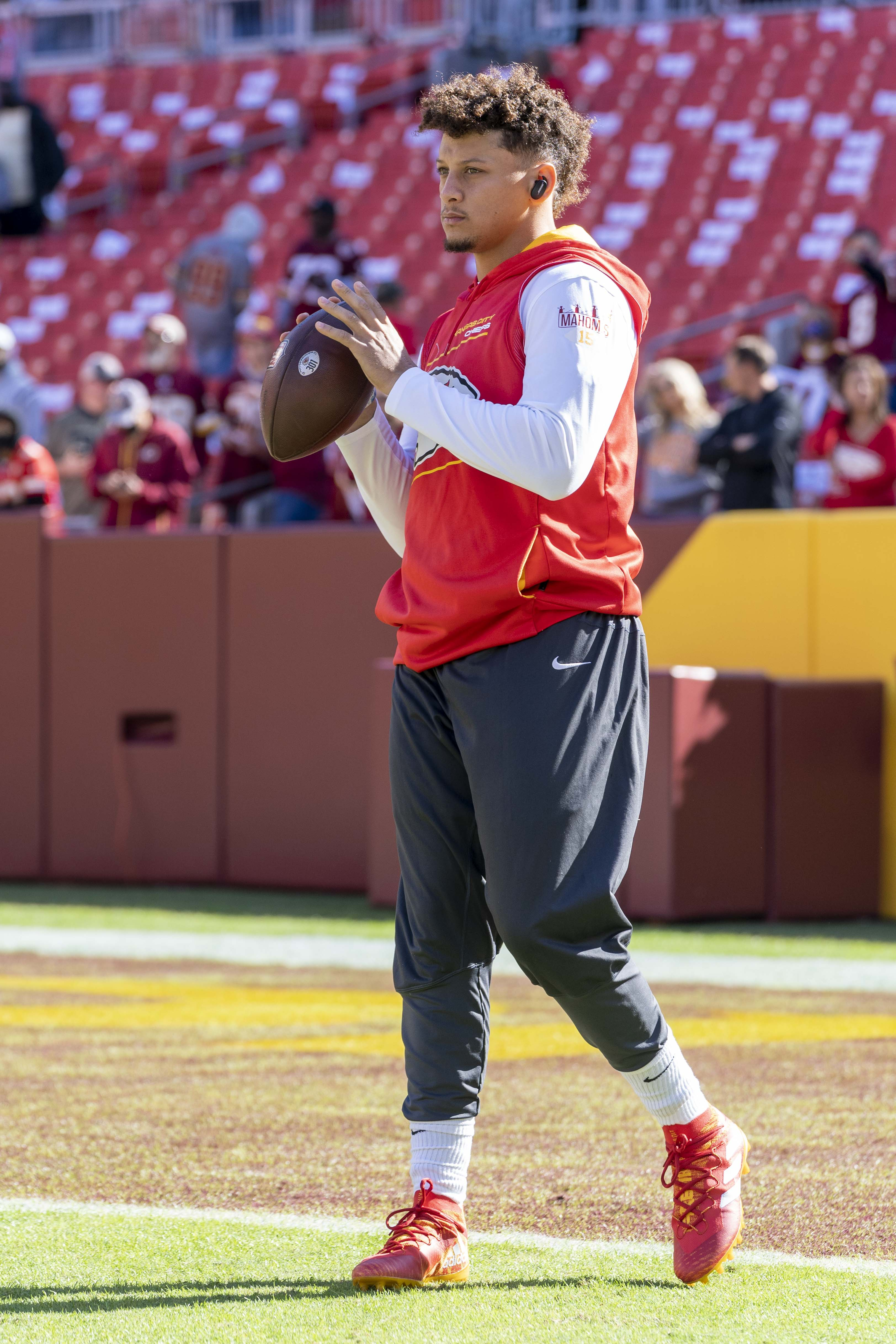
Em sua quarta aparição no Super Bowl, Patrick Mahomes e os Chiefs se tornaram o primeiro time em dezenove anos a vencer dois títulos consecutivos.

Kansas City começou a temporada de 2023 da NFL como os atuais campeões do Super Bowl após terem vencido a edição LVII. Eles terminaram o ano de 2023 com onze vitórias e seis derrotas (a terceira melhor campanha da AFC), sendo a décima-primeira temporada vitoriosa seguida e o oitavo título de divisão da AFC West seguido sob comando do treinador Andy Reid.
Em sua sexta temporada como titular, o quarterback Patrick Mahomes teve uma das piores temporadas da carreira em várias estatísticas diferentes, incluindo de jardas por passe completado (7,0), jardas aéreas por jogo (261,4), interceptações (14) e passer rating (92,6). Seus recebedores tiveram dificuldades em vários pontos ao longo da temporada e na semana 18, os Chiefs lideravam a liga em passes dropados. Apesar disso, Mahomes teve o melhor percentagem de passes completados com 67,2%, lançando para 27 touchdowns. Travis Kelce liderou os Chiefs em jardas recebidas pela quarta vez nas últimas cinco temporadas, mas terminou com menos de 1 000 jardas recebidas pela primeira vez desde 2015. O recebedor novato Rashee Rice foi o melhor wide receivers da equipe com 938 jardas e sete touchdowns, enquanto o running back segundo-anista Isiah Pacheco correu para 935 jardas e sete touchdowns terrestres. A linha ofensiva tinha dois bloqueadores selecionados para o Pro Bowl: o guard Joe Thuney e o center Creed Humphrey.
A linha defensiva dos Chiefs tinha o defensive tackle e Pro Bowler Chris Jones, que liderou o time com 10,5 sacks e o defensive end George Karlaftis (10,5 sacks). A secundária tinha os cornerbacks L'Jarius Sneed (duas interceptações, 78 tackles e 14 passes defletidos) e Trent McDuffie (80 tackles, 5 fumbles forçados e 3 sacks), junto com o safety Justin Reid (95 tackles, 1 interceptação e 3 sacks).
O Super Bowl LVIII foi a sexta aparição dos Chiefs na final do campeonato na história da franquia, sendo o quarto nos últimos cinco anos (todas sob comando de Andy Reid e sob a liderança no campo do QB Patrick Mahomes e o tight end Travis Kelce). Até aquele momento, os Chiefs tinham vencido três Super Bowls na sua história (IV, LIV e LVII) e perderam também duas edições (I e LV). Os Chiefs também venceram um título pré-Super Bowl na era do AFL Championship, em 1962 (como o Dallas Texans). No final, a vitória dos Chiefs no Super Bowl LVIII fez deste time os primeiros campeões em anos consecutivos do Super Bowl desde o New England Patriots nos Super Bowls XXXVIII e XXXIX.

### Pós-temporada
Como o time de melhor campanha (#1 seed) da NFC, os 49ers receberam uma semana de folga na primeira rodada dos playoffs da temporada de 2023-24. Na rodada Divisional, o time de São Francisco recebeu a equipe com a sétima melhor campanha, o Green Bay Packers. Embora os Packers tivessem assumido a liderança por 21 a 14 no quarto e último período do jogo, até que os 49ers conseguiram marcar dez pontos seguidos para vencer por 24 a 21 graças a uma campanha final vitoriosa por Purdy que terminou em por Christian McCaffrey. O linebacker Dre Greenlaw selou a vitória dos 49ers ao interceptar o quarterback Jordan Love no drive final dos Packers. Isto permitiu ao 49ers avançar para a sua terceira final de conferência da NFC e a quarta nas últimas cinco temporadas. Neste jogo, os 49ers receberam em casa o Detroit Lions, time de terceira melhor campanha da conferência. Os 49ers novamente começaram o jogo perdendo e foram para o intervalo atrás do placar por 24 a 7. Contudo, San Francisco conseguiu reverter a situação e marcou 27 pontos seguidos para vencer por 34 a 24 no final do quarto período. Os Lions anotaram apenas um touchdown depois disso; mas falharam ao tentar recuperar um onside kick e a partida terminou em 34 a 31, o que garantiu a ida dos 49ers a seu segundo Super Bowl nos últimos cinco anos.
Como o time com a terceira melhor campanha da AFC, os Chiefs receberam sexta melhor campanha da conferência, o Miami Dolphins, na rodada de repescagem. Quando o jogo começou, a temperatura na cidade de Kansas City era de −20 °C; sendo a quarta partida mais fria na história da NFL. Os Chiefs derrotaram os Dolphins com facilidade, vencendo por 26 a 7. A única pontuação de Miami foi feita em um passe do quarterback Tua Tagovailoa para o ex-recebedor dos Chiefs Tyreek Hill. Na semana seguinte, na rodada divisional da AFC, os Chiefs tiveram seu primeiro jogo de playoffs na era Mahomes ao receber o time de segunda melhor campanha da conferência, o Buffalo Bills. Este jogo teve cinco mudanças de liderança entre as duas equipes. Os Chiefs venceram por 27 a 24 após o kicker de Buffalo, Tyler Bass, errando um field goal decisivo. Com esta vitória, Kansas City avançou para o seu sexto AFC Championship Game seguido, onde jogaram contra o Baltimore Ravens, a equipe de melhor campanha da conferência. Erros tanto no ataque quanto na defesa condenaram os Ravens; com os Chiefs sendo capazes de abrir uma vantagem de 17 a 7 no intervalo, a defesa garantiu o placar no segundo tempo, por 17 a 10. Os Chiefs venceram assim dois títulos de conferência da AFC seguidos pela segunda vez na era Mahomes e assim eles avançaram para o seu quarto Super Bowl em cinco temporadas.

### Show do intervalo

Usher foi a atração principal do show do intervalo do Super Bowl LVIII.